# Windstein
Windstein es una comuna francesa situada en la circunscripción administrativa de Bajo Rin y, desde el 1° de enero de 2021, en el territorio de la Colectividad Europea de Alsacia, en la región de Gran Este. 
Está ubicada en la región histórica y cultural de Alsacia. Forma parte del parque natural regional de los Vosgos del Norte.

## Demografía
| 166 | 191 | 201 | 185 | 166 | 174 | 161 |
| Para los censos de 1962 a 1999 la población legal corresponde a la población sin duplicidades (Fuente: INSEE [Consultar]) |     |     |     |     |     |     |

## Patrimonio
- Castillo de Vieux-Windstein y Castillo de Nouveau-Windstein.
- Iglesia luterana del siglo XIX
- En el cementerio comunal, panteón de la familia de Dietrich
- Antiguos pozos mineros del siglo XIX

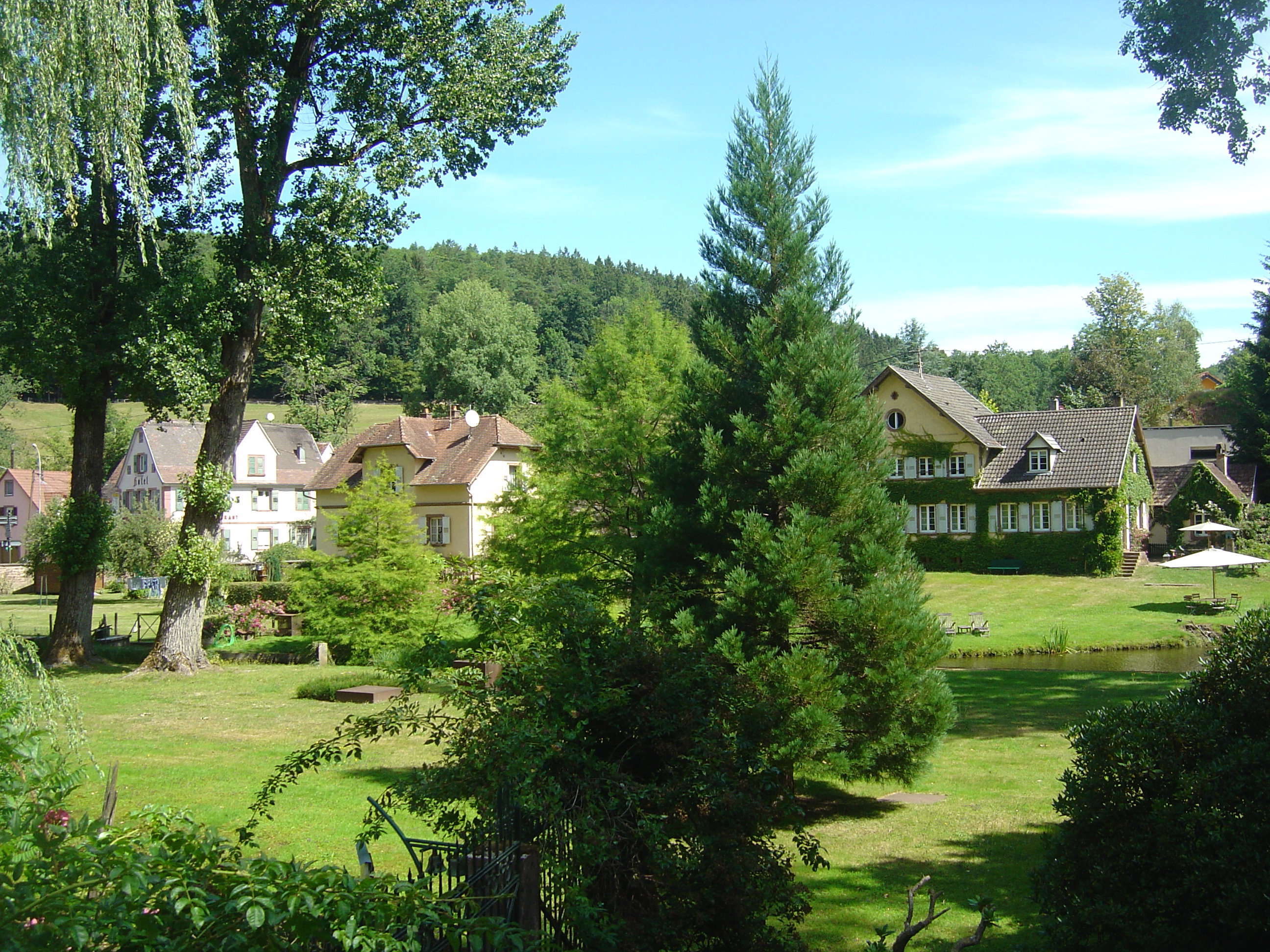
Aldea de Jaegerthal, Windstein

- Inscripciones neolíticas